# Ezzat Abou Aouf
Ezzat Abou Aouf (arabisch عزت أبو عوف, DMG ʿIzzat Abū ʿAuf; * 21. August 1948 in Kairo; † 1. Juli 2019 ebenda) war ein ägyptischer Schauspieler und Rockmusiker.
Der Sohn eines ägyptischen Offiziers besuchte das Ägyptische Konservatorium und studierte Mitte der 1970er Jahre Medizin an der Azhar-Universität. Bereits als Student spielte er in verschiedenen Jazzbands und arbeitete mit Musikern wie Omar Khairat, Yehya Khalil, Sobhy Bedeir und Omar Khorshid zusammen. 1979 gründete er mit seinen Schwestern die Gruppe 4M, die bis in die 1990er Jahre eine der bedeutendsten arabischen Bands der Region war.
1992 debütierte er als Schauspieler in dem Film Ice Cream in Gleem unter dem Regisseur Khairy Beshara. Er spielte in der Folgezeit in mehr als 50 Spielfilmen und fast 80 Fernsehfilmen und -serien. Von 2004 bis 2006 war er außerdem Co-Moderator der Talkshow Al Qahira Al Yom (Kairo heute), die die erfolgreichste Talkshow im arabischen Raum war. 2009 war er Präsident des 33. Internationalen Filmfestivals in Kairo.

## Filmografie
- 1992: Ice Cream in Gleam
- 1994: Leila Sakhina
- 1995: Bakhit and Adeela
- 1995: Toyour elzalam
- 1998: Edhak el soura tetlaa helwa
- 1999: Om Kulthum (Fernsehserie)
- 1999: Land of Fear
- 1999: Aboud ala el hedoud
- 1999: L’autre
- 2001: A Girl’s Secret
- 2002: El ragol el abiad el motawasset
- 2003: Howa Fi Aih
- 2004: Ya ward meen yeshtereek (Fernsehserie)
- 2004: Abbas al abiad fi al yawm al aswad (Fernsehserie)
- 2004: Sib wana sib
- 2005: The Embassy in the Building
- 2006: Mateegy norkos
- 2006: Halim
- 2006: Ayazon
- 2007: Matab sena’y
- 2007: The Island
- 2007: El-malek Farouk (Fernsehserie)
- 2008: The Baby Doll Night
- 2008: Boushkash
- 2008: Hassan wa Morcus
- 2008: Fawzeya's Secret Recipe
- 2008: Habibi Na’eman
- 2008: Ramadan Mabrouk Abul-Alamein Hamouda
- 2009: Bobbos
- 2015: Paparazzi
- 2016: Under Table